# 노인 (1566년)
노인(魯認, 1566년 ~ 1622년)은 조선의 무신이다. 본관은 함풍(咸豐), 자는 공식(公識), 호는 금계(錦溪)이다. 전라도 나주 출신.
나항(羅恒)·김광운(金光運)·이이(李珥)의 문인이며, 이정구(李廷龜)·이덕형(李德馨)·강항(姜沆) 등과 교유하였다.
1582년(선조 15) 진사시에 합격하고, 천거로 별제(別提)에 제수되었다. 1602년 무과에 급제, 선전관(宣傳官)을 비롯하여 수원부사(水原府使)를 거쳐 황해수사(黃海水使)에 제수되었는데, 얼마 후 정인홍(鄭仁弘)의 탄핵을 받아 군산(群山)으로 좌천되었다가 광해군이 즉위하자 병을 사칭하고 귀향하였다.
1592년 임진왜란 때 권율(權慄)을 따라 이치(梨峙)·행주·의령 등지의 전투에서 많은 전공을 세웠다.
정유재란 때 남원성(南原城)이 함락되자 적정을 살피다가 적탄에 맞아 포로로 일본에 잡혀갔다가 탈출하였다. 우케나(浮穴) 지역에서 16개월간 억류되어 있다가 승려 영수좌(永首座)의 도움으로 사쓰마에서 중국의 복건성으로 가는 배를 타고 가 중국을 거쳐 조선으로 탈출했다. 포로로 생활하던 당시의 모습을 〈피부동고록〉(被俘同苦錄), 〈거왜수록〉(居倭隨錄), 〈왜국지도〉(倭國地圖) 등의 기록을 남겼다.

## 가족 관계
- 부 : 증 이조참의 노사증(魯師曾)
- 모 : 전주 이씨